# Marcus Aemilius Paullus (Konsul 302 v. Chr.)
Marcus Aemilius Paullus war ein Mitglied des römischen Patriziergeschlechts der Aemilier und bekleidete 302 v. Chr. das Konsulat.

## Leben
Laut den Fasti Capitolini führten sowohl der Großvater als auch der Vater des Marcus Aemilius Paullus das Praenomen Lucius. Über seinen frühen cursus honorum ist nichts bekannt. Als Erster seiner Familie erreichte er 302 v. Chr. das Konsulat, wobei er Marcus Livius Denter zum Amtskollegen hatte. Der Geschichtsschreiber Titus Livius berichtet, dass die Aequer über die Anlage einer römischen Kolonie auf ihrem Territorium erzürnt gewesen seien und diese erfolglos angegriffen hätten; dennoch habe der Aufstand in Rom Bestürzung ausgelöst und die Wahl des Diktators Gaius Iunius Bubulcus Brutus veranlasst, dem ein rascher Erfolg über die Aequer gelungen sei. Der Althistoriker Friedrich Münzer bezweifelt die Historizität des livianischen Berichts, da die Aequer schon 304 v. Chr. entscheidend besiegt worden waren.
Livius erwähnt ferner, dass die römischen Annalisten widersprüchliche Angaben zu der Auseinandersetzung Roms mit dem 302 v. Chr. mit einer Flotte in Unteritalien gelandeten spartanischen Prinzen Kleonymos machten. Dieser fiel ins Gebiet der Sallentiner ein und eroberte Thuriae (Thurioi?), sei dann aber laut der einen Version vom Konsul Marcus Aemilius Paullus in einem Gefecht besiegt worden und habe sich auf seine Schiffe zurückziehen müssen, während er gemäß der anderen Version schon vor dem Erscheinen des gegen ihn gesandten Diktators Gaius Iunius Bubulcus Brutus abgesegelt sei. Friedrich Münzer gibt der zweiten Variante den Vorzug.
Ebenfalls noch 302 v. Chr. soll Aemilius Paullus laut Livius Magister equitum des Diktators Marcus Valerius Maximus geworden sein. Der römische Historiker polemisiert gegen die Darstellung mancher Quellen, dass vielmehr Quintus Fabius Maximus Rullianus Reiterführer gewesen sei. Der Fehler sei vermutlich darauf zurückzuführen, dass beide Männer das Cognomen Maximus trugen. Zur Unterstützung seiner Meinung zieht Livius außerdem einen militärischen Fehlschlag des Magister equitum heran: Dieser habe zuerst gemeinsam mit dem Diktator einen glücklichen Feldzug gegen die Marser unternommen, sei aber beim anschließenden Krieg gegen die Etrusker in Abwesenheit des Diktators von den Feinden überrascht und unter großen Verlusten in sein Lager zurückgetrieben worden; dies passe gar nicht auf Fabius. Der von Livius genannte Diktator dürfte mit Marcus Valerius Maximus Corvus zu identifizieren sein, während die Fasti Capitolini diese Diktatur dessen Vater Marcus Valerius Corvus zuschreiben und ein Jahr später, 301 v. Chr., ansetzen. Magister equitum sei laut den Fasti Capitolini zuerst Fabius Maximus Rullianus gewesen, der dann abgedankt habe und durch Aemilius Paullus ersetzt worden sei. Die Historizität dieser Diktatur und des damit verbundenen Reiterführeramts sind in der Altertumsforschung umstritten.